# Olympische Sommerspiele 2004/Kanu – Vierer-Kajak 500 m (Frauen)
Die Wettkämpfe im Vierer-Kajak über 500 Meter bei den Olympischen Sommerspielen 2004 wurden vom 23. bis zum 27. August 2004 auf der Strecke im Schinias Olympic Rowing and Canoeing Centre ausgetragen.

## Ergebnisse

### Vorläufe
Bei den zwei Vorläufen am 23. August nahmen 10 Boote teil, von denen die drei Erstplatzierten der jeweiligen Läufe das Finale erreichten, die restlichen Teilnehmer das Halbfinale.

#### Vorlauf 1
| Rang | Athletinnen                                                 | Nation             | Zeit         | Bemerkung  |
| ---- | ----------------------------------------------------------- | ------------------ | ------------ | ---------- |
| 1    | Birgit Fischer Maike Nollen Katrin Wagner Carolin Leonhardt | Deutschland        | 1:31,606 min | Finale     |
| 2    | Katalin Kovács Szilvia Szabó Erzsébet Viski Kinga Bóta      | Ungarn             | 1:32,298 min | Finale     |
| 3    | Xu Linbei Zhong Hongyan He Jing Gao Yi                      | China              | 1:34,206 min | Finale     |
| 4    | Chantal Meek Amanda Rankin Kate Barclay Lisa Oldenhof       | Australien         | 1:35,078 min | Halbfinale |
| 5    | Carrie Johnson Kathryn Colin Lauren Spalding Marie Mijalis  | Vereinigte Staaten | 1:36,994 min | Halbfinale |

#### Vorlauf 2
| Rang | Athletinnen                                                            | Nation  | Zeit         | Bemerkung  |
| ---- | ---------------------------------------------------------------------- | ------- | ------------ | ---------- |
| 1    | Karolina Sadalska Joanna Skowroń Małgorzata Czajczyńska Aneta Michalak | Polen   | 1:31,949 min | Finale     |
| 2    | Inna Osipenko Tetjana Semykina Hanna Balabanowa Olena Tscherewatowa    | Ukraine | 1:33,057 min | Finale     |
| 3    | María García Beatriz Manchón Jana Šmidáková Teresa Portela             | Spanien | 1:34,525 min | Finale     |
| 4    | Shinobu Kitamoto Yumiko Suzuki Mikiko Takeya Miho Adachi               | Japan   | 1:36,873 min | Halbfinale |
| 5    | Karen Furneaux Carrie Lightbound Kamini Jain Jillian D’Alessio         | Kanada  | 1:36,877 min | Halbfinale |

### Halbfinale
Die drei schnellsten Boote des Halbfinals erreichten das Finale
| Rang | Athletinnen                                                    | Nation             | Zeit         | Bemerkung |
| ---- | -------------------------------------------------------------- | ------------------ | ------------ | --------- |
| 1    | Chantal Meek Amanda Rankin Kate Barclay Lisa Oldenhof          | Australien         | 1:33,977 min | Finale    |
| 2    | Shinobu Kitamoto Yumiko Suzuki Mikiko Takeya Miho Adachi       | Japan              | 1:35,493 min | Finale    |
| 3    | Karen Furneaux Carrie Lightbound Kamini Jain Jillian D’Alessio | Kanada             | 1:35,645 min | Finale    |
| 4    | Carrie Johnson Kathryn Colin Lauren Spalding Marie Mijalis     | Vereinigte Staaten | 1:35,869 min |           |

### Finale
| Rang | Athletinnen                                                            | Nation      | Zeit         |
| ---- | ---------------------------------------------------------------------- | ----------- | ------------ |
| 1    | Birgit Fischer Maike Nollen Katrin Wagner Carolin Leonhardt            | Deutschland | 1:34,340 min |
| 2    | Katalin Kovács Szilvia Szabó Erzsébet Viski Kinga Bóta                 | Ungarn      | 1:34,536 min |
| 3    | Inna Osipenko Tetjana Semykina Hanna Balabanowa Olena Tscherewatowa    | Ukraine     | 1:36,192 min |
| 4    | Karolina Sadalska Joanna Skowroń Małgorzata Czajczyńska Aneta Michalak | Polen       | 1:36,376 min |
| 5    | María García Beatriz Manchón Jana Šmidáková Teresa Portela             | Spanien     | 1:37,908 min |
| 6    | Chantal Meek Amanda Rankin Kate Barclay Lisa Oldenhof                  | Australien  | 1:38,116 min |
| 7    | Xu Linbei Zhong Hongyan He Jing Gao Yi                                 | China       | 1:38,144 min |
| 8    | Karen Furneaux Carrie Lightbound Kamini Jain Jillian D’Alessio         | Kanada      | 1:39,952 min |
| 9    | Shinobu Kitamoto Yumiko Suzuki Mikiko Takeya Miho Adachi               | Japan       | 1:40,188 min |